# Siège d'Arbois (1674)
Guerre de Hollande
Batailles
- Groenlo (06-1672)
- Solebay (06-1672)
- Coevorden (06-1672)
- Nimègue(07-1672)
- Groningue (07-1672)
- Saint-Lothain (02-1673)
- Schooneveld (1re) (06-1673)
- Maastricht (06-1673)
- Schooneveld (2de) (06-1673)
- Texel (08-1673)
- Bonn (11-1673)
- Arcey (01-1674)
- Pesmes (02-1674)
- Gray (02-1674)
- Scey-sur-Saône (03-1674)
- Chariez (03-1674)
- Vesoul (03-1674)
- Arbois (03-1674)
- Orgelet (03-1674)
- Besançon (04-1674)
- Dole (05-1674)
- Sinsheim (06-1674)
- Salins (06-1674)
- Belle-Île (06-1674)
- Lure (07-1674)
- Faucogney (07-1674)
- Sainte-Anne (07-1674)
- Fort-Royal (07-1674)
- Seneffe (08-1674)
- Entzheim (10-1674)
- Mulhouse (12-1674)
- Turckheim (01-1675)
- Stromboli (02-1675)
- Fehrbellin (06-1675)
- Salzbach
- Consarbrück
- Alicudi
- Agosta
- Palerme
- Maastricht
- Philippsburg
- Valenciennes
- Cambrai
- Saint-Omer
- Tobago
- La Peene (Cassel)
- Ypres
- Rheinfelden (07-1678)
- Saint-Denis

Le siège d'Arbois de 1674 est une bataille de la seconde conquête de la Franche-Comté que subit la cité de Arbois dans le comté de Bourgogne, du 27 au 31 mars 1674. Avant-dernier siège de l'histoire de la ville d'Arbois, il oppose les Français conduit par François de La Mothe-Villebert vicomte d'Aspremont à la garnison comtoise commandée par Philippe Merceret de Mérona. Ce siège est mené dans le cadre de la deuxième conquête de la Franche-Comté devenant l'une des rares victoires comtoises du conflit.

## Contexte
Le 14 février 1674, 6 000 hommes entrent en Franche-Comté sous la conduite du duc de Navailles. Le maire d'Arbois Philibert Voiturier réclame des soldats et de l'argent au gouverneur du comté de Bourgogne don Francisco Gonzalès d'Alveida, qui non seulement lui refuse mais fait prélever la garnison d'Arbois pour l'envoyer à Salins. Il lui envoie néanmoins le 19 mars, un gentilhomme jurassien le lieutenant-colonel Philippe Merceret de Mérona (1610-1690). Militaire compétent et enfant du pays, les citadins lui font immédiatement confiance, même si le conseil municipal n'apprécie guère tous les pouvoirs qui ont été remis entre ses mains. La ville d'Arbois est entourée d'une petite enceinte fine et vétuste, abîmée par la guerre de 1668. Elle n'est défendue que par les hommes de la ville constitués en milices et équipés d'armes hétéroclites. Les habitants des faubourgs et proches villages qui auraient pu grossir ses rangs, se sont enfuis quelques jours avant l'arrivée des français.
Après la victoire des français à Gray, une partie de l'armée française peut maintenant s'en prendre à l'actuel Jura. Un détachement conduit par le vicomte d'Aspremont, officier et ingénieur militaire, est chargé de prendre Arbois. La ville qui lui a été décrite comme plaisante et peu gardée, doit être une prise de guerre facile où ses hommes seront récompensés par les barils de vin stockés dans les caves arboisiennes.

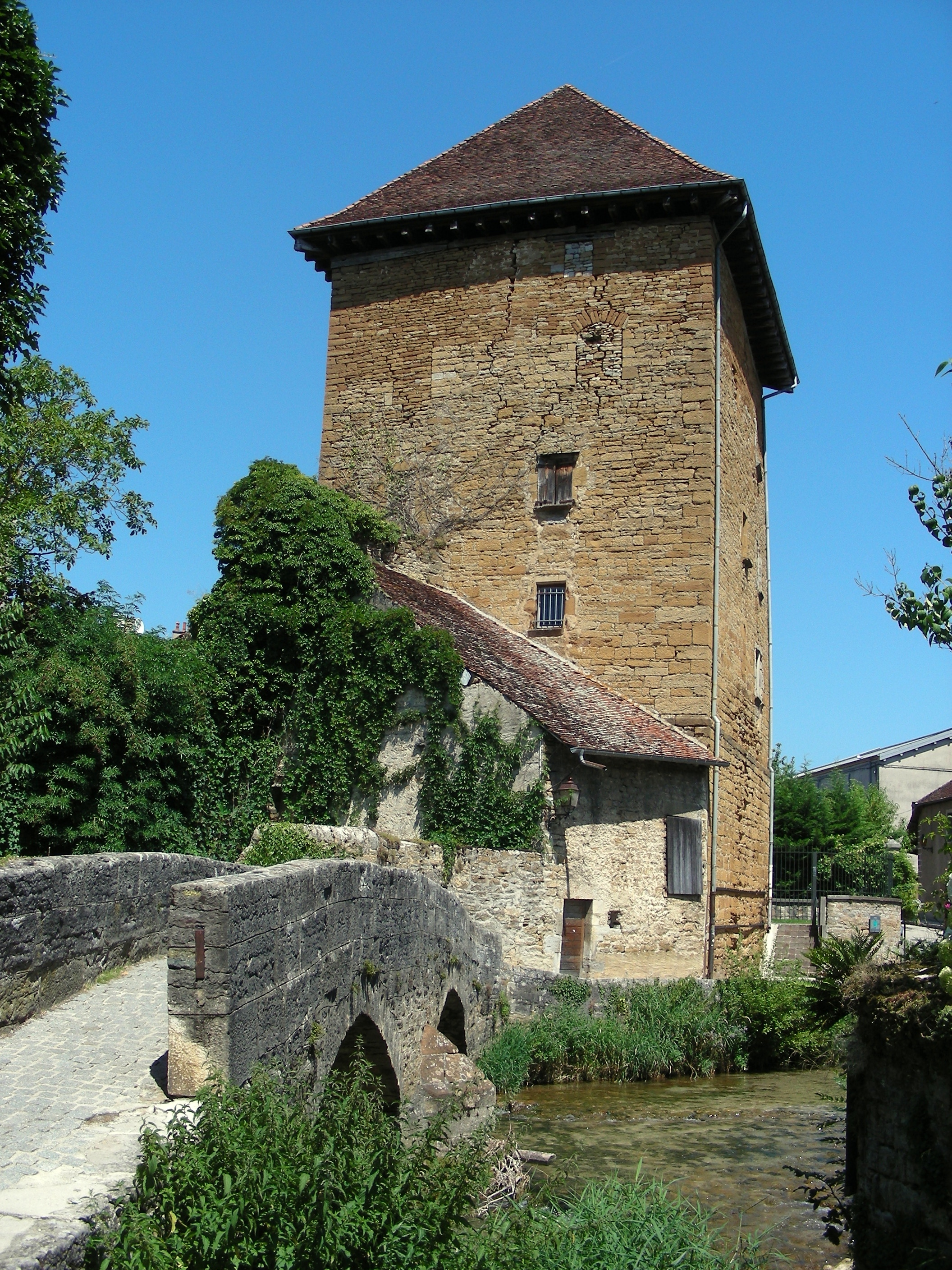
La tour Gloriette, vestige des anciennes défenses d'Arbois

## Déroulement des combats

### Premier jour: arrivée des Français
Le 27 mars vers 14h, les Français sont en vue dans la gorge de Pupillin au sud-ouest d'Arbois. Ils encerclent la ville et cherchent à impressionner les assiégés par diverses manifestations de force. À 23 h, les canons français ouvrent le feu. Les Arboisiens ripostent par une violente salve de mousquet qui décime les troupes françaises qui tentaient de s'emparer discrètement du faubourg de Faramand. Le vicomte d'Aspremont y est lui-même blessé et de nombreux morts français sont à déplorer.

### Second jour: début du pilonnage
Le lendemain matin, un trompette français vient sommer la ville de se rendre mais un défenseur abat, de son propre chef, le parlementaire. En riposte, Aspremont fait brûler le faubourg. Il ordonne ensuite à ses canons de viser le clocher de l'église qui permettait à la ville de voir tous les mouvements des Français. Mais aucun des seize coups de canons tirés, ne vinrent à bout de l'édifice, ce qui provoqua les rires et moqueries des assiégés. Aspremont décide de changer de tactique et de descendre les canons des hauteurs et de les placer derrière le faubourg pour bombarder les remparts à leur point le plus faible. A 15h, la ville est de nouveau sommée de se rendre: les habitants répondent qu'ils préfèrent mettre le feu eux-mêmes à la ville que de se rendre. Peu après, l'attaque commence : les Français attaquent à nouveau par le faubourg et ce, complètement à découvert, avec de lourdes pertes. Les canons restent cependant silencieux.
À la nuit, pendant que les défenseurs érigent des barricades et renforcent les parties faibles des remparts, des mineurs sont découverts au pied des remparts et délogés avant qu'ils ne puissent actionner leurs charges. À ce moment, une nouvelle vague de troupes attaque, mais est brisée à son tour. Cette attaque fut déjouée grâce aux feux que le maire avait fait faire sur les remparts et qui permettait de voir les ennemis arriver.

### Troisième jour: tensions dans le camp comtois
Le 29 mars au matin, l'artillerie se met à tirer, mais les consolidations de la nuit portent leurs fruits et la muraille tient. Moins d'une dizaine de morts est à déplorer dans la ville mais Merceret de Mérona est blessé. Toute la journée, les tirs de canons se poursuivent, les Comtois y répondent par des "Vive l'Espagne! Vive le roi!" suivis de salves de mousquets. Mérona bien que blessé, arpente les murailles pour encourager ses hommes. Mais chez les défenseurs, les munitions commencent à diminuer et l’inquiétude grandit. Les échevins décident à l'insu de leur commandant, de proposer une suspension d'armes aux Français. Ces derniers refusent et retiennent captif le capucin qui en était le messager. Mais les combats s'éternisant pendant la nuit sans succès, Aspremont finit par accorder la suspension d'arme le lendemain. 

### Quatrième jour: derniers assauts
Durant la journée, certains miliciens comtois continuèrent à tirer, tuant notamment, le chef de l'artillerie française et provoquant la colère du commandant français qui décide alors d'un assaut général. Alors que le moral de la cité était au plus bas, quelques citoyens arboisiens firent hisser le drapeau de la croix de Bourgogne sur le clocher de la ville, ce qui à sa vue, déclencha une immense clameur de la part des défenseurs et galvanisa les comtois. Au crépuscule, l'assaut est lancé et les Comtois lancent des bombes incendiaires sur le faubourg si bien que les Français ne progressent plus et sont pris sous le feu ennemi. Les soldats français, fatigués de ces jours de combats et de la marche précédente, cèdent à la panique.

### Retraite des français et arrivée des renforts
Durant la nuit du 30 au 31 mars, sans doute avertis de l'arrivée de renfort comtois, dans la confusion, les Français battent en retraite.
Le lendemain, le prince de Vaudémont accompagné de renforts fait une entrée triomphale dans la ville et félicite son commandant et ses habitants.

## Conséquences
Cette brillante victoire n’empêchera pas les Français quelques mois plus tard, le 10 juin, de s'emparer de la ville définitivement. 
Mais la victoire de mars va galvaniser le moral des Comtois et pousser d'autres cités à résister, comme Orgelet  et tenter des contre-attaques, comme sur Poligny, repris aux Français par le prince de Vaudémont, quelques jours après la levée du siège d'Arbois. Ainsi, le front français dans le bailliage d'Aval va s'en trouver affaibli et fragilisé; les initiatives seront bloquées jusqu'en juin. La conquête du Jura est retardée de deux mois. Si cette victoire comtoise ne renversera pas le cours global de la guerre, il fera néanmoins mentir les pronostics français de l'époque, qui annonçaient une guerre rapide et facile.